# Galbenă verde
Galbenă verde este un soi vechi de struguri care face parte din același sortogrup cu Cabasmă albă, Cruciulița, Galbenă de Odobești, Galbenă de Căpătanu și Galbenă uriașă. 

## Caracteristici tehnologice
Strugurii au o formă cilindro-conică, uneori aripați, având la coacere culoarea alb-verzui. Ajungeau la maturitate în a doua parte a lunii septembrie și puteau fi culeși și în cursul lunii octombrie. Producția era foarte mare oscilând între 20 și 30 t/ha, dar putând ajunge chiar la 50 t/ha. La coacere, strugurii ajungeau la 150-190 g/l zaharuri. Vinurile obținute din acest soi erau albe, ușoare, cu o tărie de 8,5-9,5% și o aciditate de 4 g/l. Puteau fi folosite ca atare în primul an de la obținere sau în diferite cupaje. De asemeena, putea fi o bună materie primă pentru distilate.